# ビベルサルチャ
ビベルサルチャ(Biber salçası)は、トウガラシと食塩から作る濃厚で深赤色のペーストである。トウガラシの茎や種子を除き、粉砕して食塩を加える。粉砕したトウガラシは、日干しの風味が出て粘度が付くまで6-7日間天日乾燥する。アナトリアで作られ、この地域の様々な民族によって食べられている。主に料理の味付けに用いられる他、ピタやブレクの具材として用いられる。また、パンやクラッカーのスプレッドとしても用いられる。大きく分けて、辛いトウガラシで作ったもの(Ac? biber salcas)と辛くないトウガラシで作ったもの(Tatl? biber salcas?)の種類がある。